# Liste des partis politiques au Tchad
 (avril 2009).
Si vous disposez d'ouvrages ou d'articles de référence ou si vous connaissez des sites web de qualité traitant du thème abordé ici, merci de compléter l'article en donnant les références utiles à sa vérifiabilité et en les liant à la section « Notes et références ».
Le Tchad a connu le pluralisme politique avant même son accession à la souveraineté internationale en 1960. Dans les années qui ont précédé cette date, plusieurs partis politiques sont nés. Le parti progressiste tchadien, section tchadienne du Rassemblement démocratique africain a été créé le 8 février 1947. D'autres partis en été créé par la suite.
Deux ans après l'indépendance, le président François Tombalbaye dissout tous ces partis politiques, excepté le sien, le PPT-RDA. C'est le début d'une longue période de parti unique qui va finir avec la prise du pouvoir par Idriss Déby Itno et son Mouvement patriotique du salut en décembre 1990. L'ordonnance no 015/PR/91 du 4 octobre 1991 a fixé les conditions de création, de fonctionnement et de dissolution des partis politiques au Tchad. À partir de là, plusieurs dizaines de partis politiques ont été créés.

## Partis

### 1947-1960: multipartisme
- Parti progressiste tchadien (PPT-RDA)
- Action sociale du Tchad (AST)
- Groupement des indépendants et des ruraux du Tchad (GIRT)
- Mouvement socialiste africain (MSA)
- Union démocratique indépendante du Tchad (UDIT)

### 1960-1990: Monopartisme
- Mouvement national pour la Révolution culturelle et sociale (MNRCS)
- Union nationale pour l'indépendance et la révolution (UNIR)
- M.N.R.T (Mouvement National des Rénovateurs Tchadiens) - Parti d'opposition anticolonialiste et progressiste en exil

### Depuis 1990: multipartisme
- Le Rassemblement patriotique du renouveau (RPR).
- Fédération action pour la République (FAR)
- Mouvement patriotique du salut (MPS)
- Parti libéral du Tchad (PLT)
- Rassemblement pour la démocratie et le progrès (RDP)
- Parti pour la démocratie et l'indépendance intégrales (PDI)
- Parti pour les libertés et le développement (PLD)[1]
- Union des écologistes tchadiens/Les Verts (UET/Les Verts)
- Action tchadienne pour l'Unité et le Socialisme (ACTUS)
- Union démocratique tchadienne
- Union nationale pour la démocratie et le renouveau (UNDR)
- Union nationale (UN)
- Union pour le renouveau et la démocratie (URD)
- Rassemblement démocratique pour la paix et les libertés au Tchad (RDPL)
- Mouvement des patriotes tchadiens pour la république (MPTR)
- Nouvelle génération des africains responsables (NGAR)
- Rassemblement pour la justice et l'égalite au Tchad (RAJET)
- Mouvement national pour le changement au Tchad (MNCT)
- Rassemblement national des démocrates tchadien (RNDT)
- Action Socialiste Tchadienne pour le Renouveau (ASTRE)
- Union Sacrée Pour la République (USRP)
- Les Transformateurs
- MPVERTS parti écologiste tchadien
- Le parti socialiste sans frontières du Tchad ( PSF)
- Union des nationalistes tchadien  (UNT)
- Conseil Démocratique de la Révolution (mais cette fois avec Acheickh Ibn Omar)
- Comité national de redressement du Tchad (CNRT) d’Abbas Koty (dirigé maintenant par Dr Bichara Idriss Haggar)
- Comité de sursaut national pour la paix et la démocratie (CSNPD) de Moïse Ketté
- Forces armées pour la République fédérale (FARF)
- Front national du Tchad (FNT)
- Union Nationale pour un Tchad Libre et Démocratique (UNTLD, Abdelkérim Affatimé Bachar)
- Mouvement pour la démocratie et la justice au Tchad (MDJT) dirigé alors par Youssouf Togoïmi(Mars 1999)
- Mouvement pour la Démocratie et le Développement (MDD, 1995 vers le Lac Tchad)
- Coordination de mouvements armés et partis politiques de l'opposition (CMAP)
- Front National du Tchad Rénové (FNTR, Ahmat Yacoub)
- Front Populaire pour la Renaissance Nationale (FPRN, Adoum Yacoub Kougou)
- l’Action Tchadienne pour l'Unité et le Socialisme (ACTUS) du Dr Ley Ngardigal Djimadoum
- Front Unis pour une alternance démocratique au Tchad (FU/ADT, Jean-Prosper Boulada)
- Rassemblement pour le progrès et la justice sociale (RPJS) de Mme Bourkou Louise Ngaradoum
- Front Extérieur pour la Rénovation (FER) d’Antoine Bangui-Rombaye
- Front Démocratique Populaire (FDP) du Dr Nahor
- Alliance des Démocrates Résistants (ADR) de Younous Ibedou
- Convention des Forces Nationalistes (CFNT) de Moussa Tchorgué
- Conseil d'Union pour le Renouveau (CURE) Amadou Ahidjo Ngaro
- Force pour le Ratissage, le Regroupement et le Redressement du Tchad (FRRRT) de Yaya Batit Ali
- Mouvement pour la Révolution Populaire (MRP) de Titinan Biré
- Forces unies pour le changement (FUC) du Capitaine Mahamat Nour Abdelkerim
- Alliance nationale de la résistance (ANR) de Mahamat Garfa (16 novembre 1995)
- Socle pour le Changement, l’Unité  et la Démocratie (SCUD) de Yaya Dillo Djerou créé en octobre 2005
- RFC :  Rassemblement des Forces pour le Changement de (Timan Erdimi) crée le 1er avril 2006
- UFDD : Union des Forces pour le développement et la Démocratie du General Mahamat Nouri
- UFDD-Fondamental (UFDDF) d'Abdel-Wahid Aboud Mackaye
- Union des Forces pour le Changement et la Démocratie (UFCD) de Adouma Hassaballah
- UDC de Abderaman Koulamallah
- Confédération nationale du travail (CNT) de Hassan Al-Djinedi Al-Gadam
- FSLT de Abderaman Amir Abakar
- TELSI de  Mbailemal Michel
- CDRT de Ali Ahmat Akhbach
- UNAT de Ndjelar Koumadji Mariam
- PISTE de Natoiallah Ringa
- [Sursaut National pour le Changement (SNC) : Un mouvement non armé créé en 2012, pour un soulèvement populaire à Ndjamena
- Alliance Nationale Républicaine (ALNAR) de Acheick Abdallah
- Convention nationale Démocratique et Sociale (CNDS) : de Adoum Moussa Seif
- Front pour l’alternance et la concorde au Tchad (FACT) est un groupe politico-militaire, créé en avril 2016 par Mahamat Mahdi Ali à Tanoua (extrême-nord du Tchad)
- Conseil de commandement militaire pour le salut de la république (CCMSR), c'est un mouvement politico-militaire crée par Mahamat Hassan Boulmaye
- Union des nationalistes tchadien (UNT)

## Mouvements armés
- Front de libération nationale du Tchad (Frolinat) est le premier mouvement armé du Tchad (vers les années 1960)
- CCFAN : Tendance de Goukouni Oueddei, appelé aussi la « deuxième Armée »
- MPLT : Mouvement populaire de la Libération du Tchad de Lol Mahamat Choua
- Conseil démocratique révolutionnaire (CDR) de Acyl Ahmat Akhabach
- FROLINAT-VOLCAN
- FROLNAT-FPL
- FROLINAT Fondamental de Hadjero Senoussi
- Forces Armées de l’ouest (FAO) de Moussa Medela
- Union Nationale pour la Démocratie (UND) de Facho Balam
- Front populaire de Liberation du Tchad (FPLT) de  Mahamat Abba Seid
- Forces Armées Populaires (FAP) de Goukouni Oueddei
- Forces Armées Tchadiennes (FAT) du Kamougué
- Forces Armées du Nord (FAN) de Hissène Habré
- Mouvement patriotique du salut (MPS) de Idriss Déby
- Mouvement pour la démocratie et le développement (MDD)
- Alliance nationale de la résistance (ANR)
- Forces armées pour la république fédérale (FARF)
- Mouvement du 1er avril (MOSANAT) de Maldom Bada Abbas
- Conseil National Pour la Liberation du Tchad (CNLT) du Pr Djibrine Ibrahim A. Kadjiam
- Resistance Armée Contre les Forces Anti-démocratiques (RAFAD) : Il a été créé par Adoum Moussa Seif et l'actuel dirigeant Adam Hassan Mahamat
- Front pour l’Alternance et la Concorde au Tchad (FACT) est un groupe politico-militaire créé en avril 2016 par Mahamat Mahdi Ali à Tanoua
- Conseil de Commandement Militaire pour le Salut de la République (CCMSR) : Il a été créé par Mahamat Hassane Boulmaye